# Falangi Verdi di Maometto
Le Falangi Verdi di Maometto è una microformazione di miliziani sunniti, formata da ex appartenenti ba'thisti al disciolto corpo militare iracheno dei "Fedayyin di Saddam".
Il 13 aprile 2004, miliziani delle Falangi Verdi di Maometto sequestrarono gli italiani Maurizio Agliana, Umberto Cupertino, Fabrizio Quattrocchi e Salvatore Stefio, quattro guardie di sicurezza italiane in servizio a Baghdad. Il giorno seguente i falangisti uccisero Quattrocchi nel corso di un'esecuzione con lo scopo di intimidire il governo italiano, sparando due colpi di pistola di cui uno alla testa, mandando poi il filmato alla TV araba Al Jazeera, allo scopo di rafforzare la loro richiesta del ritiro delle truppe italiane dall'Iraq.
Gli italiani superstiti, insieme a un altro ostaggio polacco, furono liberati il successivo 8 giugno, dal blitz di unità speciali statunitensi.
La lista degli ostaggi comprendeva quattro italiani dipendenti della DTS Security, catturati a Falluja fra i quali Fabrizio Quattrocchi, e tre ostaggi giapponesi: Noriaki Imai, 18 anni, in Iraq per studiare le conseguenze delle munizioni all'uranio impoverito; Nahoto Takato, 34 anni, operatrice umanitaria; e Soichiro Koriyama, fotoreporter freelance..
I tre ostaggi giapponesi furono liberati in buono stato di salute una settimana dopo, alcune ore dopo l'uccisione di un diplomatico iraniano nella capitale irachena. Italia e Giappone confermarono la loro capacità militare, mentre Donald Rumsfeld rinviò il ritiro di 20.000 soldati statunitensi, per far fronte alle decine di morti durante l'assedio di Fallujah, controllata dalle milizie sunnite..